# Mangelia attenuata
Mangelia attenuata é uma espécie de gastrópode do gênero Mangelia, pertencente a família Mangeliidae.